# 秋明
秋明（俄語：Тюмень，羅馬化：Tyumen，發音：[tʲʉˈmʲenʲ] ⓘ，羅馬化：Tsimketora）是俄羅斯聯邦秋明州的首府和该州最大城市，位於圖拉河畔，是乌拉尔地区重要的工商业城市。2002年人口為510,719人。
秋明于1586年建城，是俄羅斯沙皇國在亞洲的第一個殖民地，也是在西伯利亚建成的第一站軍事據點為沙俄向東方擴張殖民。1885年西伯利亞鐵路鋪到本市。1920年代起成為工業城市。1948年發現石油，成為城市經濟支柱。
秋明是秋明州最重要的交通枢纽，它位于一条从哈萨克延伸到北冰洋的石油天然气蕴含带上，基于此很多俄罗斯石油天然气公司选择这里作为其公司所在地。

## 历史
秋明地区原属于西伯利亚汗国领地，哥萨克首领叶尔马克·齐莫菲叶维奇在1585年曾入侵至此地。1586年俄羅斯帝國的Vasily Borisov-Sukin和Ivan Myasnoy在新就任沙皇费奥多尔一世的命令下，率領三百兵力越過烏拉爾山去接應此前派駐當地的補充軍隊，隊伍因得知韃靼人重新進駐了西伯利亞城而沒有前去，改程前往了原鞑靼都城成吉-图拉（意为成吉思汗的城市）。其於7月8日抵達附近擇地建起要塞，命名為秋明城。
秋明位于历史上的 "秋明运输点"，这是中亚和伏尔加河地区之间贸易路线的一部分。在过去的几个世纪里，各种南西伯利亚的游牧民族不断地争夺对该通道的控制权。因此，西伯利亚鞑靼人和卡尔梅克人的袭击者经常侵扰早期的俄罗斯定居者。军事上的紧张情况意味着，在17世纪中叶之前，秋明的人口主要是驻扎在该镇的射击军和哥萨克驻军。随着这个地区变得不那么动荡，这个城市开始具有较少的军事性质。
到了18世纪初，秋明市已经发展成为一个重要的贸易中心，沟通东边的西伯利亚和中国和西边的俄罗斯中央。秋明市也成为一个重要的工业中心，以皮革工人，铁匠和其他的手工业者而闻名。在1763年，有7,000人住在这个城市。
在19世纪，该镇的发展仍在继续。1836年在秋明市建造了西伯利亚的第一个蒸汽船。1862年秋明市有了电报，1864年秋明市有了第一个自来水管道。1885年在秋明市修通了西伯利亚大铁路之后，秋明市就更繁荣了。有几年秋明市是俄罗斯最东边的铁路站，也是铁路和杜拉河、托波尔河、额尔齐斯河、鄂毕河的货船之间转运货物的地方。
到了19世纪末，秋明市的人口超过了3万，超过了北方的对手托博尔斯克的人口，开始了秋明市逐渐地超越以前的地区首府的历程。秋明市的发展在1944年8月14日达到顶点，这城市最后成为广泛的秋明州的行政中心。
1917年俄国内战爆发时，忠于高尔察克上将和他的西伯利亚白军的部队控制了秋明。
在1930年代，秋明市成为苏联的一个主要工业中心。到二战爆发时，该市已拥有几个成熟的工业，包括造船业、家具制造业、毛皮和皮革制品制造业。第二次世界大战见证了该市的快速增长和发展。在1941年的冬天，有22个主要的工业企业从苏联的欧洲部分撤到秋明市。 这些企业在第二年的春天就开始运作。另外，战时秋明市成为 "医院城"，在这里有成千上万的伤兵被治疗。在 "巴巴罗萨 "行动中，莫斯科似乎可能落入德军之手，1941年弗拉基米尔-列宁的遗体被秘密地从莫斯科的陵墓移到现在的秋明国家农业学院的一个秘密坟墓里。
1960年代在秋明州里发现了丰富的石油和天然气田。虽然大部分的油田在几百公里外的苏尔古特市和下瓦尔托夫斯克市附近，但秋明市是最近的铁路枢纽，所以在铁路向北延伸时，秋明市成为他们的供应基地。 由于这种经济和人口的繁荣，在1963年到1985年之间有成千上万的技术工人从苏联各地来到这里，城市的迅速发展也带来了许多问题。它的基础设施是有限的，城市规划的缺乏导致了不平衡的发展，秋明市一直在与之斗争。

## 地理
秋明面积235平方公里，该市最知名的自然景观当属自西北向东南穿城而过的图拉河，图拉河自秋明以下可以通航，其左岸为群山环抱的河漫滩，流经地域浅而富有沼泽。

### 氣候
| 秋明                       | 秋明          | 秋明          | 秋明          | 秋明         | 秋明        | 秋明        | 秋明        | 秋明        | 秋明        | 秋明         | 秋明          | 秋明          | 秋明          |
| 月份                       | 1月           | 2月           | 3月           | 4月          | 5月         | 6月         | 7月         | 8月         | 9月         | 10月         | 11月          | 12月          | 全年          |
| -------------------------- | ------------- | ------------- | ------------- | ------------ | ----------- | ----------- | ----------- | ----------- | ----------- | ------------ | ------------- | ------------- | ------------- |
| 历史最高温 °C（°F）        | 3.6 (38.5)    | 7.3 (45.1)    | 17.1 (62.8)   | 30.7 (87.3)  | 33.7 (92.7) | 35.2 (95.4) | 35.6 (96.1) | 35.0 (95.0) | 31.2 (88.2) | 23.1 (73.6)  | 12.8 (55.0)   | 6.7 (44.1)    | 35.6 (96.1)   |
| 平均高温 °C（°F）          | −11.1 (12.0)  | −8.0 (17.6)   | 0.0 (32.0)    | 9.7 (49.5)   | 17.9 (64.2) | 23.3 (73.9) | 24.4 (75.9) | 21.4 (70.5) | 15.0 (59.0) | 7.1 (44.8)   | −3.5 (25.7)   | −9.1 (15.6)   | 7.3 (45.1)    |
| 日均气温 °C（°F）          | −15.4 (4.3)   | −13.1 (8.4)   | −5.3 (22.5)   | 4.4 (39.9)   | 11.7 (53.1) | 17.3 (63.1) | 18.9 (66.0) | 16.2 (61.2) | 10.3 (50.5) | 3.3 (37.9)   | −7.0 (19.4)   | −13.0 (8.6)   | 2.4 (36.3)    |
| 平均低温 °C（°F）          | −19.6 (−3.3)  | −18.1 (−0.6)  | −10.5 (13.1)  | −1.0 (30.2)  | 5.4 (41.7)  | 11.3 (52.3) | 13.4 (56.1) | 11.0 (51.8) | 5.5 (41.9)  | −0.6 (30.9)  | −10.4 (13.3)  | −16.8 (1.8)   | −2.5 (27.5)   |
| 历史最低温 °C（°F）        | −41.1 (−42.0) | −38.9 (−38.0) | −32.7 (−26.9) | −21.9 (−7.4) | −9.9 (14.2) | −1.9 (28.6) | 2.8 (37.0)  | −0.1 (31.8) | −5.6 (21.9) | −19.2 (−2.6) | −36.7 (−34.1) | −44.0 (−47.2) | −44.0 (−47.2) |
| 平均降水量 mm（）          | 23.0 (0.91)   | 14.8 (0.58)   | 17.8 (0.70)   | 25.4 (1.00)  | 42.2 (1.66) | 56.3 (2.22) | 88.9 (3.50) | 55.8 (2.20) | 53.8 (2.12) | 37.4 (1.47)  | 37.0 (1.46)   | 25.8 (1.02)   | 478.2 (18.83) |
| 来源：meteolabs.ru: Тюмень |               |               |               |              |             |             |             |             |             |              |               |               |               |

## 友好城市
- 中国黑龍江省大庆市（1993年2月3日）
- 德国下萨克森策勒（1994年11月19日）
- 美国德克薩斯州休斯敦（1995年3月16日）

## 備註
1. ↑  秋明来自于突厥语和蒙古语词汇“一万”，意指過去在此的君主擁有近萬軍隊，或指君主曾用一萬頭牲畜填埋秋明卡河岸，寓意其曾經軍力強大或財富雄厚。

## 外部鏈結
- 秋明市官方網站 （页面存档备份，存于） （俄文）
- Panoramio上的秋明市照片